# Кера
Ке́ра (рос. Кера) — село у складі Нижньоломовського району Пензенської області, Росія.
Населення — 333 особи (2010; 399 у 2002).
Національний склад станом на 2002 рік:
- росіяни — 99 %